# Петтері Нокелайнен
Петтері Нокелайнен (фін. Petteri Nokelainen; 16 січня 1986, м. Іматра, Фінляндія) — фінський хокеїст, центральний нападник. Травмований.
Вихованець хокейної школи «Кеттеря». Виступав за СайПа (Лаппеенранта), «Нью-Йорк Айлендерс», «Бріджпорт Саунд-Тайгерс» (АХЛ), «Провіденс Брюїнс» (АХЛ), «Бостон Брюїнс», «Анагайм Дакс», «Фінікс Койотс», «Йокеріт» (Гельсінкі), «Монреаль Канадієнс», «Брюнес», «Торпедо» (Нижній Новгород).
В чемпіонатах НХЛ — 245 матчів (20+21), у турнірах Кубка Стенлі — 21 матч (0+2). В чемпіонатах Фінляндії — 150 матчів (35+29), у плей-оф — 7 матчів (2+0).
У складі національної збірної Фінляндії учасник чемпіонату світу 2011 (9 матчів, 1+1). У складі молодіжної збірної Фінляндії учасник чемпіонатів світу 2004 і 2005. У складі юніорської збірної Фінляндії учасник чемпіонатів світу 2003 і 2004.
Досягнення
- Чемпіон світу (2011)
- Бронзовий призер молодіжного чемпіонатів світу (2004).